# Żelazny most
Żelazny most ('IJzeren brug') is een Poolse film uit 2019 onder regie van Monika Jordan-Młodzianowska.

## Verhaal
Kacper werkt als ploegbaas in een mijn. Hij heeft een geheime relatie met Magda, de vrouw van zijn beste vriend Oskar, die ook mijnwerker is. Om Magda te ontmoeten stuurt hij Oskar naar een afgelegen en gevaarlijke mijnschacht. Terwijl de geliefden van hun afspraakje genieten, komt Oskar na een instorting in de mijn vast te zitten. Er wordt een reddingsactie gestart. Na pogingen om een mijngang uit te graven en het boren van een gat in de grond, wordt er contact gelegd met Oskar maar redding is niet meer mogelijk.  

## Rolverdeling
- Julia Kijowska als Magda
- Bartłomiej Topa als Kacper
- Łukasz Simlat als Oskar
- Andrzej Konopka als Mikolaj
- Cezary Łukaszewicz als Sikora
- Przemysław Redkowski als Maniek
- Maciej Bochniak als Rudy